# أوبن دي سويد فارجاردا - سباق الطريق 2019
أوبن دي سويد فارجاردا - سباق الطريق 2019 هو سباق دراجات هوائية، وهو الموسم رقم 14 من أوبن دي سويد فارجاردا - سباق الطريق، وأقيم في 18 أغسطس 2019 ضمن سباقات طواف العالم للدراجات للسيدات 2019، وشارك فيه 97 متسابقاً ووصل إلى نهايته 76 متسابقاً.
فاز بالمركز الأول مارتا باستيانيلي، وبالمركز الثاني ماريان فوس، وبالمركز الثالث لورينا ويبيس.

## الفرق
| فرق سيدات محترفة (15)- يو أي أيه تيم ‏ - إس دي وركس ‏ - BTC City Ljubljana ‏ - كانيون إس آر إيه إم راسينغ 2019 ‏ - ليف ريسينغ ‏ - FDJ–Suez ‏ - Liv AlUla Jayco ‏ - موفيستار للسيدات ‏ - باركهوتل فالكنبورغ 2019 ‏ - فريق سنويب للسيدات 2019 ‏ - EF Education–Tibco–SVB ‏ - Team Virtu Cycling Women ‏ - فالكار سيلانس 2019 ‏ - Lidl–Trek (women's team) ‏ - Ceratizit Pro Cycling ‏ فرق وطنية (2)- فريق النرويج لركوب الدراجات للسيدات 2019 ‏ - فريق السويد لركوب الدراجات للسيدات 2019‏ |  |
| |  |

## المشاركون
| ليف ريسينغ ‏ CCC | ليف ريسينغ ‏ CCC           | ليف ريسينغ ‏ CCC |
| --------------- | ------------------------- | --------------- |
| م               | عداء                      | مرتبة           |
| 1               | ماريان فوس                | 2               |
| 2               | Valerie Demey ‏            | 31              |
| 3               | Jeanne Korevaar ‏          | 47              |
| 4               | ريجان ماركوس              | 29              |
| 5               | Agnieszka Skalniak-Sójka ‏ | 59              |
| 6               | Marta Lach ‏               | 60              |

| إس دي وركس ‏ DLT | إس دي وركس ‏ DLT           | إس دي وركس ‏ DLT |
| --------------- | ------------------------- | --------------- |
| م               | عداء                      | مرتبة           |
| 11              | أنا فان دير بريغين (طريق) | 41              |
| 12              | كارول آن كانويل (طريق)    | 37              |
| 13              | ايمي بيترز (طريق)         | 5               |
| 14              | كريستين ماجروس (طريق)     | 67              |
| 15              | أمالي ديديريكسن (طريق)    | 28              |
| 16              | Jip van den Bos ‏          | 52              |

| Liv AlUla Jayco ‏ MTS | Liv AlUla Jayco ‏ MTS | Liv AlUla Jayco ‏ MTS |
| -------------------- | -------------------- | -------------------- |
| م                    | عداء                 | مرتبة                |
| 21                   | سارة روي             | 12                   |
| 22                   | غراسي إلفن           | لم يكمل السباق       |
| 23                   | جيسيكا ألين          | 64                   |
| 24                   | غريس براون           | 32                   |
| 25                   | Moniek Tenniglo ‏     | 44                   |
| 26                   | جورجيا وليامز        | 33                   |

| Lidl–Trek (women's team) ‏ TFS | Lidl–Trek (women's team) ‏ TFS | Lidl–Trek (women's team) ‏ TFS |
| ----------------------------- | ----------------------------- | ----------------------------- |
| م                             | عداء                          | مرتبة                         |
| 31                            | Audrey Cordon-Ragot           | 75                            |
| 32                            | Lizzie Deignan                | 46                            |
| 33                            | إليسا ونغو بورغيني            | لم يكمل السباق                |
| 34                            | Ellen van Dijk                | 30                            |
| 35                            | روث ويندر (طريق)              | 8                             |
| 36                            | تريكسي ووراك                  | لم يكمل السباق                |

| كانيون–إس آر إيه إم ‏ CSR | كانيون–إس آر إيه إم ‏ CSR | كانيون–إس آر إيه إم ‏ CSR |
| ------------------------ | ------------------------ | ------------------------ |
| م                        | عداء                     | مرتبة                    |
| 41                       | ألينا أمياليوسيك         | 34                       |
| 42                       | Alice Barnes (طريق)      | 69                       |
| 43                       | هانا بارنز               | 16                       |
| 44                       | إيلينا سيتشيني           | لم يكمل السباق           |
| 45                       | ليزا كلاين               | 18                       |

| فريق سنويب للسيدات ‏ SUN | فريق سنويب للسيدات ‏ SUN | فريق سنويب للسيدات ‏ SUN |
| ----------------------- | ----------------------- | ----------------------- |
| م                       | عداء                    | مرتبة                   |
| 51                      | لوسيندا براند           | 40                      |
| 52                      | ليا كيرشمان             | 10                      |
| 53                      | فلورتجي ماكايج          | 13                      |
| 54                      | بيرنيل ماثيسين          | لم يكمل السباق          |
| 55                      | Coryn Rivera            | 49                      |
| 56                      | جولييت لابوس            | 24                      |

| باركهوتل فالكنبورغ ‏ PHV | باركهوتل فالكنبورغ ‏ PHV | باركهوتل فالكنبورغ ‏ PHV |
| ----------------------- | ----------------------- | ----------------------- |
| م                       | عداء                    | مرتبة                   |
| 61                      | لورينا ويبيس (طريق)     | 3                       |
| 62                      | Marit Raaijmakers ‏      | 65                      |
| 63                      | روكسان كنيتيمان         | 53                      |
| 64                      | فيمكا ماركوس            | 50                      |
| 65                      | ديمي فوليرينغ           | 25                      |
| 66                      | Nina Buijsman ‏          | 45                      |

| Ceratizit Pro Cycling ‏ WNT | Ceratizit Pro Cycling ‏ WNT | Ceratizit Pro Cycling ‏ WNT |
| -------------------------- | -------------------------- | -------------------------- |
| م                          | عداء                       | مرتبة                      |
| 71                         | ليزا برينور (طريق)         | 15                         |
| 72                         | Sarah Rijkes ‏              | لم يكمل السباق             |
| 73                         | فرانزيسكا بروس             | 68                         |
| 74                         | كلارا كوبينبرج             | 36                         |

| Team Virtu Cycling Women ‏ TVC | Team Virtu Cycling Women ‏ TVC | Team Virtu Cycling Women ‏ TVC |
| ----------------------------- | ----------------------------- | ----------------------------- |
| م                             | عداء                          | مرتبة                         |
| 81                            | مارتا باستيانيلي (طريق)       | 1                             |
| 82                            | أنوسكا كوستر                  | 23                            |
| 83                            | كاتارزينا باولوسكا            | لم يكمل السباق                |
| 84                            | ميكي كروجر                    | لم يكمل السباق                |
| 85                            | Sara Penton ‏                  | 50                            |
| 86                            | باربرا جوارشي                 | 38                            |

| يو أي أيه تيم ‏ ALE | يو أي أيه تيم ‏ ALE   | يو أي أيه تيم ‏ ALE |
| ------------------ | -------------------- | ------------------ |
| م                  | عداء                 | مرتبة              |
| 91                 | كلو هوسكينغ          | 4                  |
| 92                 | رومي كاسبر           | 26                 |
| 93                 | ثريا بالادين         | 39                 |
| 94                 | Eri Yonamine ‏ (طريق) | 56                 |
| 95                 | Karlijn Swinkels ‏    | 21                 |
| 96                 | Diana Peñuela ‏       | 54                 |

| فالكار سيلانس ‏ VAL | فالكار سيلانس ‏ VAL      | فالكار سيلانس ‏ VAL |
| ------------------ | ----------------------- | ------------------ |
| م                  | عداء                    | مرتبة              |
| 101                | مارتا كافالي            | 6                  |
| 102                | Vittoria Guazzini ‏      | 72                 |
| 103                | ماريا جوليا كونفالونيري | 7                  |
| 104                | Alessia Vigilia ‏        | 73                 |
| 105                | إيلينا بيروني           | 48                 |
| 106                | كيارا كونسوني           | 19                 |

| موفيستار للسيدات ‏ MOV | موفيستار للسيدات ‏ MOV    | موفيستار للسيدات ‏ MOV |
| --------------------- | ------------------------ | --------------------- |
| م                     | عداء                     | مرتبة                 |
| 111                   | أود بيانيك               | 22                    |
| 112                   | روكسان فورنييه           | 11                    |
| 113                   | شيلا جوتيريز             | 55                    |
| 114                   | Lourdes Oyarbide ‏ (طريق) | لم يكمل السباق        |
| 115                   | غلوريا رودريغيز          | 76                    |
| 116                   | مارغريتا فيكتوريا غارسيا | 35                    |

| EF Education–Tibco–SVB ‏ TIB | EF Education–Tibco–SVB ‏ TIB | EF Education–Tibco–SVB ‏ TIB |
| --------------------------- | --------------------------- | --------------------------- |
| م                           | عداء                        | مرتبة                       |
| 121                         | أليسون جاكسون               | 66                          |
| 122                         | Sharlotte Lucas ‏ (طريق)     | 71                          |
| 123                         | Shannon Malseed ‏            | 61                          |
| 124                         | ليا ديكسون ‏                 | لم يكمل السباق              |

| FDJ–Suez ‏ FDJ | FDJ–Suez ‏ FDJ      | FDJ–Suez ‏ FDJ  |
| ------------- | ------------------ | -------------- |
| م             | عداء               | مرتبة          |
| 131           | شارلوت بيكر        | لم يكمل السباق |
| 132           | Stine Borgli ‏      | 9              |
| 133           | Shara Marche       | 27             |
| 134           | Maëlle Grossetête ‏ | 63             |
| 135           | لورين كيتشن        | لم يكمل السباق |
| 136           | Greta Richioud ‏    | 70             |

| BTC City Ljubljana ‏ BTC | BTC City Ljubljana ‏ BTC | BTC City Ljubljana ‏ BTC |
| ----------------------- | ----------------------- | ----------------------- |
| م                       | عداء                    | مرتبة                   |
| 141                     | Urša Pintar ‏            | 43                      |
| 142                     | يوجينة بوجاك (طريق)     | 14                      |
| 143                     | Maaike Boogaard ‏        | لم يكمل السباق          |
| 144                     | Anastasia Chursina      | 20                      |
| 145                     | Hayley Simmonds ‏        | لم يكمل السباق          |
| 146                     | حنا نيلسون              | لم يكمل السباق          |

| فريق السويد لركوب الدراجات للسيدات 2019‏ SWE | فريق السويد لركوب الدراجات للسيدات 2019‏ SWE | فريق السويد لركوب الدراجات للسيدات 2019‏ SWE |
| ------------------------------------------- | ------------------------------------------- | ------------------------------------------- |
| م                                           | عداء                                        | مرتبة                                       |
| 151                                         | Sara Mustonen (cyclist) ‏                    | لم يكمل السباق                              |
| 152                                         | سارا اولسون                                 | 74                                          |
| 153                                         | Clara Lundmark ‏                             | لم يكمل السباق                              |
| 154                                         | Lisa Nordén ‏ (طريق)                         | 42                                          |
| 155                                         | Nathalie Eklund (cyclist) ‏                  | لم يكمل السباق                              |
| 156                                         | Zarah Leander ‏                              | 57                                          |

| فريق النرويج لركوب الدراجات للسيدات 2019 ‏ NOR | فريق النرويج لركوب الدراجات للسيدات 2019 ‏ NOR | فريق النرويج لركوب الدراجات للسيدات 2019 ‏ NOR |
| --------------------------------------------- | --------------------------------------------- | --------------------------------------------- |
| م                                             | عداء                                          | مرتبة                                         |
| 161                                           | Emelie Utvik ‏                                 | لم يكمل السباق                                |
| 162                                           | Vita Heine ‏                                   | 17                                            |
| 163                                           | Birgitte Ravndal‏                              | 62                                            |
| 164                                           | Vibeke Lystad‏                                 | 58                                            |
| 165                                           | Thale Bjerk ‏                                  | لم يكمل السباق                                |
| 166                                           | Mie Bjørndal Ottestad ‏                        | لم يكمل السباق                                |

| ليف ريسينغ ‏ CCC | ليف ريسينغ ‏ CCC           | ليف ريسينغ ‏ CCC |
| --------------- | ------------------------- | --------------- |
| م               | عداء                      | مرتبة           |
| 1               | ماريان فوس                | 2               |
| 2               | Valerie Demey ‏            | 31              |
| 3               | Jeanne Korevaar ‏          | 47              |
| 4               | ريجان ماركوس              | 29              |
| 5               | Agnieszka Skalniak-Sójka ‏ | 59              |
| 6               | Marta Lach ‏               | 60              |

| إس دي وركس ‏ DLT | إس دي وركس ‏ DLT           | إس دي وركس ‏ DLT |
| --------------- | ------------------------- | --------------- |
| م               | عداء                      | مرتبة           |
| 11              | أنا فان دير بريغين (طريق) | 41              |
| 12              | كارول آن كانويل (طريق)    | 37              |
| 13              | ايمي بيترز (طريق)         | 5               |
| 14              | كريستين ماجروس (طريق)     | 67              |
| 15              | أمالي ديديريكسن (طريق)    | 28              |
| 16              | Jip van den Bos ‏          | 52              |

| Liv AlUla Jayco ‏ MTS | Liv AlUla Jayco ‏ MTS | Liv AlUla Jayco ‏ MTS |
| -------------------- | -------------------- | -------------------- |
| م                    | عداء                 | مرتبة                |
| 21                   | سارة روي             | 12                   |
| 22                   | غراسي إلفن           | لم يكمل السباق       |
| 23                   | جيسيكا ألين          | 64                   |
| 24                   | غريس براون           | 32                   |
| 25                   | Moniek Tenniglo ‏     | 44                   |
| 26                   | جورجيا وليامز        | 33                   |

| Lidl–Trek (women's team) ‏ TFS | Lidl–Trek (women's team) ‏ TFS | Lidl–Trek (women's team) ‏ TFS |
| ----------------------------- | ----------------------------- | ----------------------------- |
| م                             | عداء                          | مرتبة                         |
| 31                            | Audrey Cordon-Ragot           | 75                            |
| 32                            | Lizzie Deignan                | 46                            |
| 33                            | إليسا ونغو بورغيني            | لم يكمل السباق                |
| 34                            | Ellen van Dijk                | 30                            |
| 35                            | روث ويندر (طريق)              | 8                             |
| 36                            | تريكسي ووراك                  | لم يكمل السباق                |

| كانيون–إس آر إيه إم ‏ CSR | كانيون–إس آر إيه إم ‏ CSR | كانيون–إس آر إيه إم ‏ CSR |
| ------------------------ | ------------------------ | ------------------------ |
| م                        | عداء                     | مرتبة                    |
| 41                       | ألينا أمياليوسيك         | 34                       |
| 42                       | Alice Barnes (طريق)      | 69                       |
| 43                       | هانا بارنز               | 16                       |
| 44                       | إيلينا سيتشيني           | لم يكمل السباق           |
| 45                       | ليزا كلاين               | 18                       |

| فريق سنويب للسيدات ‏ SUN | فريق سنويب للسيدات ‏ SUN | فريق سنويب للسيدات ‏ SUN |
| ----------------------- | ----------------------- | ----------------------- |
| م                       | عداء                    | مرتبة                   |
| 51                      | لوسيندا براند           | 40                      |
| 52                      | ليا كيرشمان             | 10                      |
| 53                      | فلورتجي ماكايج          | 13                      |
| 54                      | بيرنيل ماثيسين          | لم يكمل السباق          |
| 55                      | Coryn Rivera            | 49                      |
| 56                      | جولييت لابوس            | 24                      |

| باركهوتل فالكنبورغ ‏ PHV | باركهوتل فالكنبورغ ‏ PHV | باركهوتل فالكنبورغ ‏ PHV |
| ----------------------- | ----------------------- | ----------------------- |
| م                       | عداء                    | مرتبة                   |
| 61                      | لورينا ويبيس (طريق)     | 3                       |
| 62                      | Marit Raaijmakers ‏      | 65                      |
| 63                      | روكسان كنيتيمان         | 53                      |
| 64                      | فيمكا ماركوس            | 50                      |
| 65                      | ديمي فوليرينغ           | 25                      |
| 66                      | Nina Buijsman ‏          | 45                      |

| Ceratizit Pro Cycling ‏ WNT | Ceratizit Pro Cycling ‏ WNT | Ceratizit Pro Cycling ‏ WNT |
| -------------------------- | -------------------------- | -------------------------- |
| م                          | عداء                       | مرتبة                      |
| 71                         | ليزا برينور (طريق)         | 15                         |
| 72                         | Sarah Rijkes ‏              | لم يكمل السباق             |
| 73                         | فرانزيسكا بروس             | 68                         |
| 74                         | كلارا كوبينبرج             | 36                         |

| Team Virtu Cycling Women ‏ TVC | Team Virtu Cycling Women ‏ TVC | Team Virtu Cycling Women ‏ TVC |
| ----------------------------- | ----------------------------- | ----------------------------- |
| م                             | عداء                          | مرتبة                         |
| 81                            | مارتا باستيانيلي (طريق)       | 1                             |
| 82                            | أنوسكا كوستر                  | 23                            |
| 83                            | كاتارزينا باولوسكا            | لم يكمل السباق                |
| 84                            | ميكي كروجر                    | لم يكمل السباق                |
| 85                            | Sara Penton ‏                  | 50                            |
| 86                            | باربرا جوارشي                 | 38                            |

| يو أي أيه تيم ‏ ALE | يو أي أيه تيم ‏ ALE   | يو أي أيه تيم ‏ ALE |
| ------------------ | -------------------- | ------------------ |
| م                  | عداء                 | مرتبة              |
| 91                 | كلو هوسكينغ          | 4                  |
| 92                 | رومي كاسبر           | 26                 |
| 93                 | ثريا بالادين         | 39                 |
| 94                 | Eri Yonamine ‏ (طريق) | 56                 |
| 95                 | Karlijn Swinkels ‏    | 21                 |
| 96                 | Diana Peñuela ‏       | 54                 |

| فالكار سيلانس ‏ VAL | فالكار سيلانس ‏ VAL      | فالكار سيلانس ‏ VAL |
| ------------------ | ----------------------- | ------------------ |
| م                  | عداء                    | مرتبة              |
| 101                | مارتا كافالي            | 6                  |
| 102                | Vittoria Guazzini ‏      | 72                 |
| 103                | ماريا جوليا كونفالونيري | 7                  |
| 104                | Alessia Vigilia ‏        | 73                 |
| 105                | إيلينا بيروني           | 48                 |
| 106                | كيارا كونسوني           | 19                 |

| موفيستار للسيدات ‏ MOV | موفيستار للسيدات ‏ MOV    | موفيستار للسيدات ‏ MOV |
| --------------------- | ------------------------ | --------------------- |
| م                     | عداء                     | مرتبة                 |
| 111                   | أود بيانيك               | 22                    |
| 112                   | روكسان فورنييه           | 11                    |
| 113                   | شيلا جوتيريز             | 55                    |
| 114                   | Lourdes Oyarbide ‏ (طريق) | لم يكمل السباق        |
| 115                   | غلوريا رودريغيز          | 76                    |
| 116                   | مارغريتا فيكتوريا غارسيا | 35                    |

| EF Education–Tibco–SVB ‏ TIB | EF Education–Tibco–SVB ‏ TIB | EF Education–Tibco–SVB ‏ TIB |
| --------------------------- | --------------------------- | --------------------------- |
| م                           | عداء                        | مرتبة                       |
| 121                         | أليسون جاكسون               | 66                          |
| 122                         | Sharlotte Lucas ‏ (طريق)     | 71                          |
| 123                         | Shannon Malseed ‏            | 61                          |
| 124                         | ليا ديكسون ‏                 | لم يكمل السباق              |

| FDJ–Suez ‏ FDJ | FDJ–Suez ‏ FDJ      | FDJ–Suez ‏ FDJ  |
| ------------- | ------------------ | -------------- |
| م             | عداء               | مرتبة          |
| 131           | شارلوت بيكر        | لم يكمل السباق |
| 132           | Stine Borgli ‏      | 9              |
| 133           | Shara Marche       | 27             |
| 134           | Maëlle Grossetête ‏ | 63             |
| 135           | لورين كيتشن        | لم يكمل السباق |
| 136           | Greta Richioud ‏    | 70             |

| BTC City Ljubljana ‏ BTC | BTC City Ljubljana ‏ BTC | BTC City Ljubljana ‏ BTC |
| ----------------------- | ----------------------- | ----------------------- |
| م                       | عداء                    | مرتبة                   |
| 141                     | Urša Pintar ‏            | 43                      |
| 142                     | يوجينة بوجاك (طريق)     | 14                      |
| 143                     | Maaike Boogaard ‏        | لم يكمل السباق          |
| 144                     | Anastasia Chursina      | 20                      |
| 145                     | Hayley Simmonds ‏        | لم يكمل السباق          |
| 146                     | حنا نيلسون              | لم يكمل السباق          |

| فريق السويد لركوب الدراجات للسيدات 2019‏ SWE | فريق السويد لركوب الدراجات للسيدات 2019‏ SWE | فريق السويد لركوب الدراجات للسيدات 2019‏ SWE |
| ------------------------------------------- | ------------------------------------------- | ------------------------------------------- |
| م                                           | عداء                                        | مرتبة                                       |
| 151                                         | Sara Mustonen (cyclist) ‏                    | لم يكمل السباق                              |
| 152                                         | سارا اولسون                                 | 74                                          |
| 153                                         | Clara Lundmark ‏                             | لم يكمل السباق                              |
| 154                                         | Lisa Nordén ‏ (طريق)                         | 42                                          |
| 155                                         | Nathalie Eklund (cyclist) ‏                  | لم يكمل السباق                              |
| 156                                         | Zarah Leander ‏                              | 57                                          |

| فريق النرويج لركوب الدراجات للسيدات 2019 ‏ NOR | فريق النرويج لركوب الدراجات للسيدات 2019 ‏ NOR | فريق النرويج لركوب الدراجات للسيدات 2019 ‏ NOR |
| --------------------------------------------- | --------------------------------------------- | --------------------------------------------- |
| م                                             | عداء                                          | مرتبة                                         |
| 161                                           | Emelie Utvik ‏                                 | لم يكمل السباق                                |
| 162                                           | Vita Heine ‏                                   | 17                                            |
| 163                                           | Birgitte Ravndal‏                              | 62                                            |
| 164                                           | Vibeke Lystad‏                                 | 58                                            |
| 165                                           | Thale Bjerk ‏                                  | لم يكمل السباق                                |
| 166                                           | Mie Bjørndal Ottestad ‏                        | لم يكمل السباق                                |

## التصنيف العام النهائي
| التصنيف العام | التصنيف العام           | التصنيف العام    | التصنيف العام             | التصنيف العام |  |
| العداء        | العداء                  | البلد            | الفريق                    | الوقت         |  |
| ------------- | ----------------------- | ---------------- | ------------------------- | ------------- |  |
| 1             | مارتا باستيانيلي        | إيطاليا          | Team Virtu Cycling Women ‏ | 3 س 37 د 43 ث |  |
| 2             | ماريان فوس              | هولندا           | ليف ريسينغ ‏               | + 0 ث         |  |
| 3             | لورينا ويبيس            | هولندا           | باركهوتل فالكنبورغ ‏       | + 0 ث         |  |
| 4             | كلو هوسكينغ             | أستراليا         | يو أي أيه تيم ‏            | + 0 ث         |  |
| 5             | ايمي بيترز              | هولندا           | إس دي وركس ‏               | + 1 ث         |  |
| 6             | مارتا كافالي            | إيطاليا          | فالكار سيلانس ‏            | + 2 ث         |  |
| 7             | ماريا جوليا كونفالونيري | إيطاليا          | فالكار سيلانس ‏            | + 3 ث         |  |
| 8             | روث ويندر               | الولايات المتحدة | Lidl–Trek (women's team) ‏ | + 3 ث         |  |
| 9             | Stine Borgli ‏           | النرويج          | FDJ–Suez ‏                 | + 3 ث         |  |
| 10            | ليا كيرشمان             | كندا             | فريق سنويب للسيدات ‏       | + 3 ث         |  |

### تصنيف النقاط
| تصنيف النقاط | تصنيف النقاط         | تصنيف النقاط | تصنيف النقاط              | تصنيف النقاط |  |
| العداء       | العداء               | البلد        | الفريق                    | النقاط       |  |
| ------------ | -------------------- | ------------ | ------------------------- | ------------ |  |
| 1            | أنيميك فان فليوتن    | هولندا       | Liv AlUla Jayco ‏          | 1367 نقطة    |  |
| 2            | ماريان فوس           | هولندا       | ليف ريسينغ ‏               | 1168 نقطة    |  |
| 3            | Katarzyna Niewiadoma | بولندا       | كانيون–إس آر إيه إم ‏      | 1106 نقطة    |  |
| 4            | مارتا باستيانيلي     | إيطاليا      | Team Virtu Cycling Women ‏ | 949 نقطة     |  |
| 5            | لورينا ويبيس         | هولندا       | باركهوتل فالكنبورغ ‏       | 918 نقطة     |  |
| 6            | أنا فان دير بريغين   | هولندا       | إس دي وركس ‏               | 843 نقطة     |  |
| 7            | سيسيلي أوتوب لودفيغ  | الدنمارك     | Équipe Paule Ka ‏          | 651 نقطة     |  |
| 8            | أماندا سبرات         | أستراليا     | Liv AlUla Jayco ‏          | 644 نقطة     |  |
| 9            | ثريا بالادين         | إيطاليا      | يو أي أيه تيم ‏            | 642 نقطة     |  |
| 10           | إليسا ونغو بورغيني   | إيطاليا      | Lidl–Trek (women's team) ‏ | 613 نقطة     |  |

## تصنيف الفرق

### الفرق حسب النقاط
| ترتيب الفرق حسب النقاط | ترتيب الفرق حسب النقاط           | ترتيب الفرق حسب النقاط | ترتيب الفرق حسب النقاط |  |
| الفريق                 | الفريق                           | البلد                  | النقاط                 |  |
| ---------------------- | -------------------------------- | ---------------------- | ---------------------- |  |
| 1                      | Boels Dolmans ‏                   | هولندا                 | 2954 نقطة              |  |
| 2                      | Mitchelton-Scott ‏                | أستراليا               | 2308 نقطة              |  |
| 3                      | Trek-Segafredo ‏                  | الولايات المتحدة       | 2121 نقطة              |  |
| 4                      | CCC-Liv ‏                         | هولندا                 | 1910 نقطة              |  |
| 5                      | كانيون إس آر إيه إم راسينغ 2019 ‏ | ألمانيا                | 1730 نقطة              |  |
| 6                      | فريق سنويب للسيدات 2019 ‏         | هولندا                 | 1612 نقطة              |  |
| 7                      | باركهوتل فالكنبورغ 2019 ‏         | هولندا                 | 1511 نقطة              |  |
| 8                      | Virtu Cycling Women ‏             | الدنمارك               | 1385 نقطة              |  |
| 9                      | WNT-Rotor ‏                       | ألمانيا                | 1177 نقطة              |  |
| 10                     | Bigla ‏                           | الدنمارك               | 999 نقطة               |  |

## تصانيف فرعية

### تصنيف أفضل شاب
| تصنيف أفضل شاب | تصنيف أفضل شاب     | تصنيف أفضل شاب | تصنيف أفضل شاب            | تصنيف أفضل شاب |
| العداء         | العداء             | البلد          | الفريق                    | الوقت          |
| -------------- | ------------------ | -------------- | ------------------------- | -------------- |
| 1              | مارتا كافالي       | إيطاليا        | فالكار سيلانس ‏            |                |
| 2              | لورينا ويبيس       | هولندا         | باركهوتل فالكنبورغ ‏       |                |
| 3              | صوفيا بيرتيزولو    | إيطاليا        | Team Virtu Cycling Women ‏ |                |
| 4              | Évita Muzic ‏       | فرنسا          | FDJ–Suez ‏                 |                |
| 5              | إليسا بالسامو      | إيطاليا        | فالكار سيلانس ‏            |                |
| 6              | جولييت لابوس       | فرنسا          | فريق سنويب للسيدات ‏       |                |
| 7              | Paula Patiño ‏      | كولومبيا       | موفيستار للسيدات ‏         |                |
| 8              | ليان ليبرت         | ألمانيا        | فريق سنويب للسيدات ‏       |                |
| 9              | إيلا هاريس         | نيوزيلندا      | كانيون–إس آر إيه إم ‏      |                |
| 10             | ليتيزيا باتيرنوستر | إيطاليا        | Lidl–Trek (women's team) ‏ |                |

## وصلات خارجية
- الموقع الرسمي